# La Fin des temps (roman)
Pour les articles homonymes, voir La Fin des temps (homonymie).
La Fin des temps (世界の終りとハードボイルド・ワンダーランド, Sekai no owari to Hādo-boirudo Wandārando) est le quatrième roman de l'écrivain japonais Haruki Murakami. Publié au Japon en 1985, il y a reçu le prix Tanizaki 1985. Traduit en plus de 25 langues, sa version française a paru en 1992.

## Ouvrage
La Fin des temps est le premier « roman long » de Murakami, et le premier connectant son discret réalisme magique à un monde ouvertement parallèle, ce qui lui a valu d'être qualifié de « roman de science-fiction qui ne dit pas son nom » par l'écrivain Philippe Curval.
Couronné du prix Tanizaki 1985 (décerné aux romans longs), il a consolidé le succès naissant de l'auteur au Japon, puis à l'étranger : il a été choisi comme second ouvrage traduit en anglais (1991), français (1992), néerlandais (1994), allemand (1995), et polonais (1998). (Il a été traduit en d'autres langues, mais pas en second ; au total, quelque 27 traductions.)
Publié en 1985 au Japon, il a été traduit du japonais en français en 1992 par Corinne Atlan. Son titre littéral signifie « Fin du monde & Hard-boiled Wonderland » (la seconde moitié étant de l'anglais transcrit en syllabaire katakana, pour « Pays des merveilles dur-à-cuire » façon roman noir), c'est-à-dire « Fin du monde & Pays des merveilles sans merci » (sous-titres des deux histoires entrelacées du roman).
Ce roman a été cité par Yoshitoshi Abe comme une influence pour sa série manga puis animée Ailes grises (1998-2002).

## Résumé
Ce roman est une fiction spéculative qui utilise les formes de plusieurs littératures de l'imaginaire pour raconter simultanément deux histoires entrelacées par l'espace intérieur : ses quarante chapitres alternent entre deux narrateurs anonymes dans deux réalités différentes et dont le quotidien va basculer, chacun étant embrigadé dans une tâche extraordinaire entrecoupée d'activités ordinaires.
Dans les chapitres « Pays des merveilles sans merci » (un paysage cyberpunk teinté de roman noir), un « programmeur » de 35 ans divorcé sans enfants est envoyé dans un laboratoire souterrain du Tokyo de la fin des années 1980 (version alternative) ; grâce à un implant, son cerveau est devenu son ordinateur. Sa mission est d'encrypter les données du projet secret d'un vieux professeur qui a une collection de crânes et lui en offre un de licorne ; mais le savant est enlevé, et sa petite-fille convainc le narrateur de partir contre la montre à sa recherche. Également aidé d'une jolie bibliothécaire, le narrateur devra découvrir les acteurs d'une « guerre informatique » secrète (détails en section Personnages), pour éviter d'en devenir la victime.
Dans les chapitres « Fin du monde » (un paysage surréaliste teinté de fantasy), un homme est envoyé dans une vaste cité fortifiée où les sentiments n'existent plus et dont il ne peut plus sortir : marqué aux yeux et séparé de son ombre, il perd le soleil et la mémoire pour devenir le « liseur de rêves » de la ville. Son rôle dans cette dystopie est d'aller à la bibliothèque déchiffrer les vieux rêves dans le crâne des licornes mortes ; mais son ombre dépérit lentement sans lui, et le convainc de chercher contre la montre une issue. Également aidé d'une jolie bibliothécaire, le narrateur devra découvrir les secrets de cette ville kafkaïenne et de ses habitants (détails en section Personnages), pour essayer de s'en évader.
Dans ces deux récits à la première personne qui se rapprochent assez vite, le ton alterne entre humour et réflexion ou entre mythe et poésie, tout comme les histoires se partagent entre quotidien et péripéties, au long de quêtes jumelles riches en symbolisme entre réel et virtuel ou entre identité et ontologie, qui verront converger les deux aventures de cette fable onirique aussi schizophrène que philosophique.

## Personnages
Les personnages principaux (tous désignés par surnom ou périphrase dans le roman).
« Pays des merveilles sans merci »
- le narrateur, un « programmeur » de Tokyo, au cerveau-ordinateur modifié ;
- la grassouillette, une adolescente obèse et jolie qui adore le rose ;
- le vieux professeur, son grand-père, savant qui coupe les sons et les cerveaux ;
- la fille, une bibliothécaire mince qui a le ton chantant et l'estomac distendu ;
- System, une méga-société de programmeurs qui a un pouvoir officiel ;
- Factory, une cyber-organisation de pirateurs qui a un pouvoir occulte ;
- le géant et le nain, gros bras et petite frappe qui posent les questions ;
- les « ténébrides », des mutants cannibales qui vivent dans les souterrains de Tokyo ;
- et un ascenseur immobile, un crâne de licorne, des trombones, une fin du monde...

« Fin du monde »
- le narrateur, le « liseur de rêves » d'une ville-prison, aux yeux modifiés ;
- son ombre, un double qui conserve sa mémoire d'avant son arrivée en ville ;
- le gardien, le portier qui gère ombres et licornes, et collectionne les instruments tranchants ;
- la fille, une jolie bibliothécaire qui a perdu sa mère et son cœur ;
- le colonel, un vieux voisin qui joue aux échecs avec le narrateur ;
- le contrôleur, le jeune proscrit qui gère la centrale électrique, et collectionne les instruments de musique ;
- la forêt et la rivière, menaces et dangers qui bordent la ville ;
- les licornes, des bêtes ordinaires qui vivent dans les faubourgs de la ville ;
- et une horloge arrêtée, une bibliothèque de crânes, des oiseaux, un accordéon merveilleux...

### Format broché
- 1992, éd. Seuil, 533 pages (sur 544) ; rééd. 1999  (ISBN 2-02-013407-1) [ (ISBN 978-2-02-013407-1)]
- 2009, éd. Seuil, coll. « Cadre vert », 559 pages (sur 560)  (ISBN 978-2-02-095205-7)

### Format poche
- 1994, éd. Seuil, coll. « Points », sér. « Roman » no R658, préface d'Alain Jouffroy, VII-533 pages (sur 544)  (ISBN 2-02-022013-X) [ (ISBN 978-2-02-022013-2)]
- 2001, éd. Seuil, coll. « Points » no P828, préface d'Alain Jouffroy, VII-533 pages (sur 544) ; rééd. 2004, 2006  (ISBN 2-02-051113-4) ; rééd. 2011, VII-625 pages (sur 640)  (ISBN 978-2-02-051113-1)
- 2012, éd. Points[NB 3], coll. « Littérature », préface d'Alain Jouffroy, VII-625 pages (sur 640)  (ISBN 978-2-7578-3102-1) ; rééd. 2013  (ISBN 978-2-7578-3705-4)

### Analyses en français
Critiques de presse
- « Murakami, maître de la littérature globale » dans BibliObs – Le Nouvel Observateur (seconde moitié de l'article, analyse culturelle du roman : mondialisation contre nation)

Lectures hors presse
- « La Fin des temps » sur LittExpress
- « La Fin des temps » sur Argoul
- « L'univers romanesque de Murakami Haruki : du chaos à l'unité » (format PDF, 2.2 Mo) par Antonin Bechler (mémoire de maîtrise, 152 pages, dont un chapitre sur La Fin des temps)

### Analyses en anglais
Critiques de presse
- (en) « Stealing Dreams From Unicorns » dans The New York Times (analyse critique)

Lectures hors presse
- (en) « Hard-Boiled Wonderland and the End of the World » sur TV Tropes (analyse des tropes)
- (en) « Hard-Boiled Wonderland and the End of the World » sur Sgt. Tanuki (analyse universitaire bilingue)
- (en) « Hard-Boiled Wonderland and the End of the World » sur Conceptual Fiction (analyse littéraire de Ted Gioia)
- (en) « Hard-Boiled Wonderland and the End of the World » sur SF Reviews (chronique)